# Afrida basipunctata
Afrida basipunctata är en fjärilsart som beskrevs av Rothschild 1913. Afrida basipunctata ingår i släktet Afrida och familjen trågspinnare. Inga underarter finns listade i Catalogue of Life.